# Балка Крута (притока Кам'янки)
Балка Крута (рос. Б. Глыбокая) — балка (річка) в Україні у Ясинуватському районі Донецької області. Права притока річки Кам'янки (басейн Північного Дінця).

## Опис
Довжина балки приблизно 9 км, найкоротша відстань між витоком і гирлом — 5,10  км, коефіцієнт звивистості річки — 1,21 . Формується декількома балками та загатами.

## Розташування
Бере початок на південно-західній околиці селища Каштанове. Тече переважно на північний захід через селище і на південній стороні від села Кам'янки впадає у річку Кам'янку, праву притоку річки Очеретоватої.
Населені пункти вздовж берегової смуги: Крута Балка.

## Цікаві факти
- У пригирловій частині балку перетинає автошлях Н20[2] (автомобільний шлях національного значення на території України, Слов'янськ — Донецьк — Маріуполь. Розташований на території Донецької області.).
- У XX столітті на балці у селищі Крута Балка існували молочно-товарна ферма (МТФ), газгольдер та газова свердловина[3].